# Potzneusiedl
Potzneusiedl è un comune austriaco di 644 abitanti nel distretto di Neusiedl am See, in Burgenland.
Nel 1971 fu soppresso e unito a Gattendorf e Neudorf bei Parndorf per formare il nuovo comune di Gattendorf-Neudorf, ma il 1º gennaio 1990 i tre comuni riacquistarono la loro autonomia.